# Vassiliki Thanou-Christophilou
Vassiliki Thanou-Christophilou (tiếng Hy Lạp: Βασιλική Θάνου-Χριστοφίλου, phát âm [vasiliˌci ˌθanu xristoˈfilu]; sinh năm 1950), còn được gọi là Vassiliki Thanou, là một thẩm phán Hy Lạp từng giữ chức Thủ tướng lâm thời chính phủ Hy Lạp từ ngày 27 tháng 8 đến 21 tháng 9 năm 2015 trong thời gian diễn ra cuộc bầu cử lập pháp tháng 9 năm 2015. Bà là nữ Thủ tướng Hy Lạp đầu tiên và là vị thủ tướng thứ 184 của Hy Lạp kể từ năm 1822.
Thanou-Christophilou từng là Thống đốc của Tòa giám đốc thẩm, một trong ba tòa án tối cao của Hy Lạp kể từ ngày 1 tháng 7 năm 2015 và hiện là thẩm phán cao cấp nhất ở Hy Lạp. Bà giảng dạy bộ môn luật dân sự tại Trường Thẩm phán Quốc gia Hy Lạp và từ năm 2012 là Chủ tịch Hiệp hội Thẩm phán và Công tố viên Hy Lạp.

## Thời niên thiếu và giáo dục
Thanou-Christophilou sinh ra ở Chalcis và học luật tại Đại học Athens trước khi hoàn thành nghiên cứu sau đại học về luật châu Âu tại Đại học Paris II.

## Sự nghiệp tư pháp

### Sự nghiệp tư pháp thời đầu
Thanou-Christophilou lần đầu tiên bước vào ngành tư pháp vào năm 1975 và trở thành Thống đốc của Tòa hạ thẩm năm 1992. Bà trở thành thẩm phán Tòa phúc thẩm năm 1996 và sau đó là Thống đốc Tòa phúc thẩm năm 2005. Năm 2008, bà trở thành thẩm phán tại Tòa án giám đốc thẩm, một trong ba tòa án tối cao của Hy Lạp.
Từ năm 2009, Thanou-Christophilou giảng dạy môn luật dân sự tại Trường Thẩm phán Quốc gia ở Hy Lạp. Thanou-Christophilou cũng là Chủ tịch Hiệp hội Thẩm phán và Công tố viên Hy Lạp, với lần đầu tiên được bầu vào năm 2012 (nhiệm kỳ hai năm) và sau đó được bầu lại trong cùng thời gian vào năm 2014. Năm 2014, Thanou-Christophilou trở thành Phó Thống đốc của Tòa án giám đốc thẩm.
Vào ngày 1 tháng 7 năm 2015, Thanou-Christophilou trở thành Thống đốc của Tòa án giám đốc thẩm, sau khi người tiền nhiệm về hưu. Cuộc bổ nhiệm của bà được đưa ra theo lời giới thiệu của Nikos Paraskevopoulos, Bộ trưởng Bộ Tư pháp Hy Lạp. Do đó, Thanou-Christophilou trở thành Thống đốc thứ 42 của Tòa án giám đốc thẩm kể từ năm 1835, và là nữ Thống đốc thứ hai của tòa này sau Rena Asimakopoulou. Do có thâm niên làm Thống đốc tòa án tối cao Hy Lạp, bà cũng trở thành Thống đốc Tòa án bầu cử tối cao.

### Nhiệm kỳ thủ tướng Hy Lạp
Vào ngày 20 tháng 8 năm 2015, Alexis Tsipras, người từng là Thủ tướng Hy Lạp kể từ tháng 1 năm 2015, đã từ chức và yêu cầu một chính phủ lâm thời được thành lập trước khi một cuộc bầu cử có thể được tổ chức vào ngày 20 tháng 9. Về mặt hiến pháp, trước khi bổ nhiệm chính phủ lâm thời, Tổng thống Hy Lạp phải cho phép các đảng đối lập vài ngày cố gắng thành lập chính phủ của chính họ. Sau khi quá trình này hoàn tất, Tổng thống Prokopis Pavlopoulos đã chỉ định một chính phủ lâm thời cho đến khi cuộc bầu cử chính thức diễn ra. Theo Điều 37 của Hiến pháp Hy Lạp, một Thống đốc của một trong ba tòa án tối cao Hy Lạp phải đảm nhận vai trò Thủ tướng lâm thời, điều đó có nghĩa là Thanou-Christophilou phải đảm nhận vai trò này vì bà là Thống đốc duy nhất.
Vào ngày 27 tháng 8, Pavlopoulos chính thức tuyên bố rằng ông sẽ bổ nhiệm Thanou-Christophilou làm Thủ tướng vào ngày hôm đó, vì các cuộc đàm phán với các đảng đối lập đã thất bại. Nội các của bà đã làm lễ tuyên thệ vào ngày 28 tháng 8. Bà sẽ giữ chức Thủ tướng cho đến khi một cuộc bầu cử lập pháp được tổ chức vào ngày 20 tháng 9. Bà trở thành nữ Thủ tướng đầu tiên của Hy Lạp và thủ tướng thứ 184 kể từ năm 1822. Tại buổi lễ tuyên thệ của mình, bà lưu ý, "nhiệm vụ của chính phủ lâm thời chủ yếu là tổ chức các cuộc bầu cử một cách công bằng và suôn sẻ."
Một trong những vấn đề chính mà Thanou-Christophilou phải đối mặt với tư cách Thủ tướng là cuộc khủng hoảng di cư ở châu Âu. Trong một cuộc họp, bà nói, "vấn đề người di cư và tị nạn gần đây đã được mở rộng đáng kể và diễn ra cùng thời điểm với nhiệm kỳ của chính phủ lâm thời." Trong nhiệm kỳ của mình, bà đã có buổi tiếp xúc với Dimitris Avramopoulos, Ủy viên Hội đồng Di trú và Nội vụ Châu Âu để thảo luận về cuộc khủng hoảng. Nhiệm kỳ của bà kết thúc vào ngày 21 tháng 9, sau khi Tsipras tái đắc cử Thủ tướng Hy Lạp. Bà đã tham dự lễ tuyên thệ của quốc hội Hy Lạp mới vào ngày 3 tháng 10 năm 2015 cùng với các quan chức khác.
Vào ngày 31 tháng 12 năm 2015, tờ Greek Reporter lưu ý việc bổ nhiệm Thanou-Christophilou làm Thủ tướng là một trong "10 khoảnh khắc quan trọng đối với Hy Lạp năm 2015". Tuy nhiên, Hiệp hội văn hóa Anglo-Hellenic của Bristol đã lưu ý rằng nhiệm kỳ của bà "thực sự không phải là một bước tiến thực sự trong quyền bình đẳng ở Hy Lạp" do đây là một điều tất yếu của hiến pháp.

### Sự nghiệp tư pháp sau này
Nhân kỷ niệm 66 năm Ngày Quốc khánh Cộng hòa Nhân dân Trung Hoa, Thanou-Christophilou là một trong số những người tham dự, chúc mừng tại Đại sứ quán Trung Quốc tại Athens, cũng như cựu Thủ tướng Hy Lạp, Costas Simitis.
Học giả Hy Lạp Stavros Tsakyrakis đã viết một bài báo phê bình về Thanou-Christophilou vào năm 2016, gắn mác rằng bà "ngây thơ" và cáo buộc bà vận động chịnh trị. Thanou-Christophilou quyết định kiện Tsakyrakis, cho rằng bài báo này là một "cuộc tấn công vào danh tiếng của bà và khiến vị trí Thống đôc Tòa án Tối cao bị phá hoại." Tsakyrakis nhận được sự ủng hộ của các học giả và sinh viên khác, cũng như trong các thông cáo báo chí từ PASOK và The River. Đáp lại, Thanou-Christophilou đã viết cho PASOK, chỉ trích họ về nội dung thông cáo báo chí của họ, một hành động mà lãnh đạo PASOK Fofi Gennimata mô tả là "không thể chấp nhận được".
Vào ngày 18 tháng 3 năm 2016, Giorgos Roupakias, người đã bị buộc tội giết Pavlos Fyssas vào tháng 9 năm 2013, đã được thả ra khỏi nhà tù sau khi hoàn thành tối đa 18 tháng tù giam. Trước khi được thả, Thanou-Christophilou đã chỉ trích Hiệp hội luật sư Athens và Bộ Tư pháp vì đã không đảm bảo phiên tòa xét xử của Roupakias diễn ra trước khi thời gian giam giữ kết thúc.
Vào tháng 4 năm 2016, Thanou-Christophilou tuyên bố rằng bà sẽ rút lui khỏi cuộc điều tra về quyết định của một công tố viên để tiến hành điều tra về doanh nhân Andreas Vgenopoulos cùng giao dịch của anh ta với Ngân hàng Laiki đã bị phá sản. Bà đưa ra quyết định này sau khi công tố viên Georgia Tsatani cáo buộc bà có mối quan hệ bất chính với Dimitris Papangelopoulos, một Bộ trưởng trong Bộ Tư pháp. Tsatani cáo buộc Papangelopoulos đã tìm cách để từ bỏ vụ án và giao nó cho một công tố viên khác. Thanou-Christophilou nói rằng bà từ chức để "bảo vệ vị thế và sự tin tưởng" của tư pháp lẫn vai trò của mình. Cuộc điều tra sau đó sẽ do Aspasia Karellou, Phó thống đốc của Tòa giám đốc thẩm đảm nhiệm. Kết quả của cuộc điều tra cho thấy Tsatani đã phá vỡ hai quy tắc kỷ luật trong quá trình xử lý vụ việc và vụ án có thể được mở lại.
Isidoros Doghiakos, người đứng đầu Viện Công tố Athens đã bị sa thải vào tháng 9 năm 2016 vì một năm trước đó, người này phát cho các công tố viên một thông điệp trong đó cáo buộc Thanou-Christophilou can thiệp bất hợp pháp vào văn phòng công tố viên. Hành động này đã kích hoạt các phiên điều trần kỷ luật đối với ông, sau khi kháng cáo quyết định ban đầu, người này từ chức và bị cấm tham gia cuộc bầu cử người đứng đầu văn phòng công tố viên ở Athens tiếp theo.

## Đời tư
Thanou-Christophilou đã kết hôn và có ba đứa con. Bà có thể nói tiếng Hy Lạp, tiếng Pháp và tiếng Anh trôi chảy.